# Zygmunt Wroński
Zygmunt Wroński (ur. 30 marca 1932 w Jóźwikowie koło Końskich, zm. 10 grudnia 2017), polski działacz polityczny, członek Biura Politycznego Komitetu Centralnego Polskiej Zjednoczonej Partii Robotniczej (w 1981), robotnik.
Urodził się na ziemi kieleckiej w rodzinie robotniczej. W 1949 uzyskał wykształcenie podstawowe i w 1950 podjął pracę zawodową jako rdzeniarz w Zakładach Mechanicznych "Ursus" w Warszawie. W 1954 wstąpił do Polskiej Zjednoczonej Partii Robotniczej, był działaczem organizacji partyjnej w Ursusie i Pruszkowie. Był m.in. I sekretarzem Oddziałowej Organizacji Partyjnej na Wydziale Odlewni Żeliwa, członkiem egzekutywy Komitetu Fabrycznego PZPR, członkiem Komitetu Powiatowego PZPR w Pruszkowie, radnym Miejskiej Rady Narodowej w Pruszkowie oraz radnym Powiatowej Rady Narodowej w Pruszkowie. W grudniu 1971 wszedł w skład Komitetu Centralnego partii, a w kwietniu 1981 na X Plenum KC został wraz z górnikiem Gerardem Gabrysiem dokooptowany do Biura Politycznego. Członkiem Biura Politycznego był jedynie trzy miesiące, do IX (nadzwyczajnego) zjazdu partii w lipcu 1981 (członkiem Komitetu Centralnego był także do lipca 1981). W 1981 był również członkiem tzw. Komisji Grabskiego powołanej przez Komitet Centralny PZPR w celu ustalenia odpowiedzialności osobistej członków ekipy Edwarda Gierka.
Zmarł w wieku 85 lat. Pochowany na Cmentarzu Parafialnym w Sieradzu

## Odznaczenia
- Krzyż Kawalerski Orderu Odrodzenia Polski
- Złoty Krzyż Zasługi
- Brązowy Krzyż Zasługi